# فرودگاه اس‌ال‌ای‌اف اسپارا
فرودگاه اس‌ال‌ای‌اف اسپارا (به انگلیسی: SLAF Ampara) یک فرودگاه نظامی با کد یاتا GOY است که یک باند فرود آسفالت دارد و طول باند آن ۱۰۹۷ متر است. این فرودگاه در کشور سری‌لانکا قرار دارد و در ارتفاع ۴۶ متری از سطح دریا واقع شده است.

## شرکت‌های هواپیمایی و مقصدهای پروازی
| شرکت‌های هواپیمایی | مقصدهای پروازی      |
| ----------------- | ------------------- |
| فیتس‌ایر           | راتمالانا (charter) |
| Helitours         | راتمالانا           |